# Lauryn Williams
Lauryn Williams, född 11 september 1983, är en amerikansk friidrottare (sprinter).
Williams blev silvermedaljör på 100 meter vid OS i Aten 2004. Året efter vid VM i Helsingfors följde hon upp den placeringen med dubbla guld, både individuellt på 100 meter och i stafett 4 × 100 meter. Hon vann även VM inomhus på 60 meter 2006 i Moskva. 

## Personliga rekord
- 100 meter - 10,88
- 200 meter - 22,27